# Purchena
Purchena est une commune de la province d'Almería, Andalousie, en Espagne.

## Histoire
Vers le milieu du XIVe siècle, alors que la ville s'appelait encore Barshâna sous la domination arabo-musulmane d'Al-Andalus, il y avait une mosquée, aujourd'hui disparue, citée dans la Rihla de Ibn Battûta "Ibn Juzayy ajoute : J'ai vu dans la ville de Barshâna [Purchena] dans la vallée d'Al-Mansûra en Andalousie - que Dieu la garde ! - un minaret qui bouge sans qu'on n'évoque aucun calife, ni autre personnage : c'est le minaret de la grande mosquée de la ville qui est de construction récente, ressemblant aux plus beaux minarets que l'on peut voir, il est d'aspect plaisant, bien proportionné, assez élevé, ne penchant pas, ni n'inclinant. Une fois, je suis monté dans le minaret accompagné d'un certain nombre de personnes qui embrassèrent le pourtour de la corniche et le secouèrent, le minaret bougea tant que je fus forcé de leur demander de cesser leur jeu".